# معمورة (ولاية سعيدة)
توجد بلدية  معمورة ولاية سعيدة تحدها شمالا بلدية ولاد براهيم وشرقا ولاية تيارت وغربا بلدية عين احجر وجنوبا ولاية البيض وهي بلدية تعدادها السكاني حوالي 16000 نسمة يمارس الزراعة كمصدر اساسي